# Вест-индские квакши
Вест-индские квакши (лат. Osteopilus) — род бесхвостых земноводных из семейства квакш.

## Описание
Общая длина представителей этого рода колеблется от 3 до 14,5 см. Особенностью этих лягушек является наличие сплошной окостенелости черепа, образующая подобие шлема. Большие выразительные глаза высоко подняты. Несмотря на рыхлое тело, это довольно изящные амфибии. На пальцах имеются округлые присоски, межпальцевая перепонка неплохо развита. Окраска зеленоватая, коричневая или желтоватая, обычно с пятнами или нечёткими полосами.

## Образ жизни
Живут в тропических лесах, разреженных лесах, местностях с обильной растительностью. Активны ночью. Питаются различными беспозвоночными.

## Размножение
Это яйцекладущие земноводные.

## Распространение
Распространены на Больших Антильских и Багамских островах, один вид ввезён на юг Флориды.

## Классификация
На январь 2023 года в род включают 8 видов:
- Osteopilus crucialis (Harlan, 1826) — Ямайская квакша
- Osteopilus dominicensis (Tschudi, 1838) — Доминиканская квакша
- Osteopilus marianae (Dunn, 1926) — Карибская квакша
- Osteopilus ocellatus (Linnaeus, 1758) — Вест-индская квакша
- Osteopilus pulchrilineatus (Cope, 1870) — Испаньольская квакша
- Osteopilus septentrionalis (Duméril & Bibron, 1841) — Кубинская квакша
- Osteopilus vastus (Cope, 1871) — Гигантская квакша
- Osteopilus wilderi (Dunn, 1925) — Антильская квакша